# San Rafael (Antioquia)
Pour les articles homonymes, voir San Rafael.
San Rafael est une municipalité située dans le département d'Antioquia, en Colombie.